# Olena Radčenko
Olena Viktorivna Radčenko (in ucraino Олена Вікторівна Радченко?; 21 maggio 1973) è un'ex pallamanista ucraina.

## Palmarès

### Olimpiadi
- 1 medaglia:
  - 1 bronzo (Atene 2004)